# Суини, Мэри
Мэри Суини (англ. Mary Sweeney; род. 1 января 1953, Мэдисон, штат Висконсин, США) — американский кинематографист. В течение своей карьеры она успела поработать в кино в качестве монтажёра, продюсера, сценариста и режиссёра. Известна по работе у режиссёра Дэвида Линча, с которым некоторое время состояла в браке.

## Биография
Суини начала работу в кино в качестве ассистента монтажёра. Она, в частности, была ассистентом Дуэйна Данема на фильмах Линча «Синий бархат» (1986) и «Дикие сердцем» (1990). После сериала «Твин Пикс» (в котором Суини тоже приняла незначительное участие) она стала главным монтажёром Линча. Кроме того, Линч сделал её ответственной за постпродакшн — таким образом, Суини стала и продюсером. Она также написала в соавторстве с Джоном Роучем сценарий по мотивам истории Элвина Стрейта, фермера из Айовы, который проделал путь в 400 километров на газонокосилке, чтоб навестить своего больного брата (сюжет Суини почерпнула из заметки в «New York Times»). По этому сценарию Линч поставил фильм «Простая история», который отличается от остальных лент режиссёра нарочито незамысловатой нарративной структурой.
В течение многих лет Суини была гражданской женой Дэвида Линча. В 1992 году у них родился сын Райли Суини Линч. Пара решила узаконить свои отношения в 2006 году, но всего через месяц Суини и Линч развелись.
Последним общим фильмом Линча и Суини стала «Внутренняя империя» (2006). В 2009 году состоялся полнометражный режиссёрский дебют Мэри Суини — лента Baraboo.

## Избранная фильмография

### Монтажёр
- Твин Пикс, сериал (1990) (эпизод 2.7)
- Твин Пикс: Сквозь огонь (1992)
- Комната в отеле, сериал (1993)
- Шоссе в никуда (1997)
- Простая история (1999)
- Малхолланд Драйв (2001)

### Помощник монтажёра
- Синий бархат (1986)
- Дикие сердцем (1990)

### Продюсер
- Надя (1994)
- Шоссе в никуда (1997)
- Простая история (1999)
- Малхолланд Драйв (2001)
- Внутренняя империя (2006)

### Сценарист
- Простая история (1999)
- Two Knives (2011; в стадии препродакшн)

## Награды и номинации
- 2000 — "Независимый дух"
  - Лучший фильм (за фильм «Простая история» как продюсер, совместно с Нилом Эдельстайном) — номинант
  - Лучший первый сценарий (за фильм «Простая история» совместно с Джоном Роучем) — номинант
- 2002 — премия BAFTA
  - Лучший монтаж (за фильм «Малхолланд Драйв») — лауреат